# Ariobarzanes II Filopator
Ariobarzanes II Filopator (gr. Ἀριοϐαρζάνης, Ariobarzánēs) (ur. 90 p.n.e., zm. 52 p.n.e.) – król Kapadocji od 63 p.n.e. do swej śmierci. Syn króla Kapadocji Ariobarzanesa I Filoromajosa i królowej Atenais I Filostorgos.
W r. 81 r. Sulla doprowadził do pojednania między Ariobarzanesem I, ojcem Ariobarzanesa II, a królem Pontu Mitrydatesem VI Eupatorem Dionizosem. Na ich spotkaniu doszło do zaślubin Atenais, czteroletniej córki Mitrydatesa, z synem Ariobarzanesa I. Z tego powodu król Pontu zatrzymał dla siebie część Kapadocji i inne ziemie, które miał w swych rękach.
Ariobarzanes II objął rządy nad Kapadocją po abdykacji ojca. Odbudował w mieście Atenach odeum (gmach na produkcje muzyczne zbudowany przez Peryklesa ok. r. 442 p.n.e.), które zostało zniszczone w r. 86 p.n.e. Ateńczyk Aristion bowiem spalił je, aby wódz rzymski Sulla nie miał z niego pożytku w zdobywaniu zamku ateńskiego. Ariobarzanes, jako słaby król, potrzebował pomocy wodza rzymskiego Gabiniusza, by odeprzeć nieprzyjaciół w r. 57 p.n.e. Sukces w utrzymywaniu władzy nad Kapadocją trwał w przybliżeniu 8 lat, zanim został zamordowany przez partyjskich faworytów.
Ariobarzanes II z żoną i królową Atenais II Filostorgos miał troje dzieci (dwóch synów i zapewne córkę nieznanego imienia):
- Ariobarzanes III Eusebes Filoromajos, przyszły król Kapadocji
- Ariarates X Eusebes Filadelf, przyszły król Kapadocji
- (?) córka, prawdopodobnie przyszła pierwsza żona Archelaosa I Filopatrisa Ktistesa Sotera, przyszłego króla Kapadocji